# Colin McFarlane
Pour les articles homonymes, voir McFarlane.
Colin McFarlane est un acteur britannique, né le 15 septembre 1961 à Londres, Royaume-Uni.
Il est apparu dans plusieurs séries télévisées et dans les films Batman Begins et The Dark Knight où il tient le rôle du commissaire Loeb.

## Filmographie
- 2000 : Sorted d'Alexander Jovy
- 2000 : Black Books (série TV) de Graham Linehan et Dylan Moran, Saison 1 épisode 4: le policier Barry
- 2001 : Un chant de Noël (Christmas Carol: The Movie) de Jimmy T. Murakami : Fezziwig
- 2005 : Batman Begins de Christopher Nolan : commissaire Loeb (VF : Olivier Cordina et VFC : Pierre Chagnon)
- 2005 : Fragile de Jaume Balagueró : Roy
- 2008 : The Dark Knight de Christopher Nolan : commissaire Loeb (VF : Olivier Cordina et VFC : Pierre Chagnon)
- 2010 : Torchwood "Les Enfants de la Terre" : General Pierce
- 2016 : Doctor Who (saison 9 épisodes 3 et 4) Moran
- 2016 : Le Vieux qui ne voulait pas payer l'addition : Seth, l'agent de la CIA
- 2017 : Le Gardien invisible (El guardián invisible) de Fernando González Molina : Aloisius Dupree
- 2018 : Outlander (saison 4 et 5) : Ulysse
- 2018 : The Passenger (The Commuter) de Jaume Collet-Serra : Sam
- 2018 : Patient Zero  de Stefan Ruzowitzky  : Général Austin Pierce
- 2019 : Crawl d'Alexandre Aja : le gouverneur
- 2020 : Industry (série télévisée, 1 épisode)
- ???? : The War Between the Land and the Sea  : Général Austin Pierce

### Doublage
- 2002 : La Barbe du roi de Tony Collingwood